# Aéroport de Saguenay-Bagotville
Pour les articles homonymes, voir Bagotville.
L'aéroport de Saguenay-Bagotville (code IATA: YBG • code OACI: CYBG) est un aéroport civil et une base militaire situé dans la ville de Saguenay, au Québec. Il a été créé en 1942 avec l'établissement de la base des Forces canadiennes Bagotville afin de protéger les usines de fabrication d'aluminium, matériau hautement essentiel à l'effort de guerre. D'ailleurs, la devise de la BFC Bagotville est encore et toujours: "Protéger le Saguenay".  Par la suite, la base servit à l'entrainement de pilotes militaires.
Il est aussi un aéroport civil opérant sous le nom d'Aéroport de Saguenay-Bagotville. Il propose surtout des destinations régionales au Québec, mais Sunwing Airlines offre des vols vers de nombreuses destinations soleil. Plusieurs compagnies proposent aussi des vols charters et du transport de passagers vers des villes éloignées.
Avec plus de 1 600 employés, militaires et civils, la base aérienne des Forces canadiennes de Bagotville est l’un des plus importants employeurs de la région du Saguenay–Lac-Saint-Jean. Elle occupe une grande place tant dans la vie économique que sociale de la région. Son aéroport a ceci de particulier qu'il offre un mélange de trafic aérien militaire et civil. Une équipe de contrôleur aériens militaires assure un maintien sécuritaire, ordonné et expéditif du trafic aérien. L'aérodrome de Bagotville, qui possède deux pistes sécantes, peut recevoir tous les types d'aéronefs[Lesquels ?] et représente une porte d'entrée touristique importante[réf. nécessaire] pour la région du Saguenay et du Lac St-Jean.

## Histoire
L'aérodrome fut créé en juillet 1942 avec la construction d'une base militaire pour entraîner les pilotes de l'Aviation Royale du Canada et protéger les infrastructures saguenéennes d'Alcan, une aluminerie, lors de la Seconde Guerre mondiale.
« La première unité d'instruction opérationnelle (1re UEO) est créé à la Station Bagotville afin de fournir à la Royal Air Force de nouveaux pilotes dans le cadre du plan d'entrainement aérien du Commonwealth, mis en place en 1939. Elle fut fermée le 5 janvier 1945 à la fin de la guerre et les pistes sont mises à la disposition du transport civil.
La base d'entraînement est rouverte le 1er juillet 1951 pour former les escadrons 413 et 414. La formation est effectuée sur des De Havilland Vampire et les escadrons recevront le North American F-86 Sabre quelques mois plus tard. Ils rejoindront la 1re Division aérienne du Canada en Europe le 7 mars 1953.
Elle deviendra en 1954 la base d'attache permanente des escadrons 432 et 440, utilisant les chasseurs Avro CF-100 Canuck. Elle aura aussi un rôle important au sein du NORAD pour la défense du territoire nord-américain. En 1957, l'escadron 440 est transféré à Grostenquin en France. L'escadron 413 prendra sa place le 1er mai après son rapatriement de Zweibruchen, en Allemagne. En 1961, la base retrouve sa mission d'instruction à la suite de la création de la 3e Unité d'instruction opérationnelle de chasseurs et la dissolution des escadrons 432 et 413.»
L'aéroport de Bagotville est aussi un aéroport civil qui opère sous le nom: Aéroport Saguenay-Bagotville. Les installations aéroportuaires civiles (dont l'aérogare) ont été cédées à la Ville de Saguenay à l'automne 2000. Promotion Saguenay est l'organisme qui en assure la gestion.
Depuis 2010, plusieurs projets d'amélioration ont vu le jour. Une nouvelle route d'accès plus sécuritaire, un tarmac civil agrandi, deux nouveaux bâtiments construits aux abords du tarmac civil et un stationnement de véhicules disposant de plus de 500 places ont permis d'offrir des installations de meilleure qualité à sa clientèle régionale et d'ailleurs.  Le plus récent projet d'envergure visant à agrandir le bâtiment de l'aérogare afin de mieux accueillir les passagers lors de périodes d'achalandage accru a été complété à l'été 2024.  
Depuis juin 2013, l'aéroport est maintenant considéré comme "aéroport d'entrée international" avec une désignation AOE/30. Les services de l’Agence des services frontaliers canadiens (ASFC)y sont maintenant disponibles sur demande pour tout vol de l’international dont la capacité n'excède pas 30 voyageurs, y compris les membres d’équipage.

## Compagnies et destinations
| Compagnies         | Destinations |
| ------------------ | --- |
| Air Canada Express | Montréal (P.-E.-Trudeau) |
| WestJet Airlines   | En saison: Cancún (débute le 8 décembre 2025), Punta Cana (débute le 9 décembre 2025), Varadero-J.-G.-Gomez (débute le 10 décembre 2025) |

## Investissements à venir
L'Aéroport Saguenay-Bagotville a déjà effectué plusieurs projets majeurs visant à améliorer les infrastructures et services offerts à sa clientèle. Depuis 2010, des projets tels que l'agrandissement de la superficie du tarmac utilisé pour les opérations aériennes commerciales, une nouvelle route d'accès, l'agrandissement et réfection de l'aérogare ou encore l'ajout d'espaces de stationnement pour les véhicules ont tous été complétés.
L'Aéroport Saguenay-Bagotville poursuit ses efforts de développement et a entamé les premières étapes visant à la mise en place d'un parc industriel destiné aux activités aéronautiques.  Le prochain projet consistera à refaire la portion historique du tarmac, datant de 1958.

## Spectacle aérien international de Bagotville
La base militaire de Bagotville accueille depuis 1953 un meeting aérien bisannuel connu sous le nom de « spectacle aérien international de Bagotville ». S'y produisent divers appareils militaires, notamment des forces aériennes canadiennes,. Le spectacle réunit en moyenne entre 30 000 et 35 000 spectateurs, selon Le Journal de Montréal.
En 2013, Bagotville a accueilli près de 110 000 visiteurs durant les deux jours de présentation.  L'édition de 2017 a quant à elle accueilli plus de 130 000 visiteurs, un record !